# Jean-Charles Bitouzet de Linères
Jean-Charles Bitouzet de Linères est un homme politique français né le 19 janvier 1741 à Valognes et décédé le 15 octobre 1813 à Paris.
Avocat, il est élu député de la Manche au Conseil des Cinq-Cents le 25 germinal an VI (14 avril 1798). Favorable au coup d'État du 18 Brumaire, il est nommé membre du Tribunat.

## Sources
- « Jean-Charles Bitouzet de Linères », dans Adolphe Robert et Gaston Cougny, Dictionnaire des parlementaires français, Edgar Bourloton, 1889-1891 [détail de l’édition]